# Isteni gépezet (Lost)
2005. március 30-án került először adásba az amerikai ABC csatornán a sorozat 19. részeként. Carlton Cuse és Damon Lindelof írta, és Robert Mandel rendezte. Az epizód középpontjában John Locke áll.

## Ismertető
|  | Alább a cselekmény részletei következnek! |

### Visszaemlékezések
Locke egy áruházban dolgozik, és megmutatja kedvenc, "Egércsapda" nevű játékát egy kisfiúnak. Észreveszi, hogy egy idős hölgy őt figyeli. Megkérdezi tőle, miben segíthet, mire a nő azt feleli, a focilabdákat keresi. Később, Locke a parkolóban is meglátja az őt figyelő nőt. A nyomába ered, hogy megtudja, mit akar tőle. Bár a nagy sietségben még egy autó is elüti, végül sikerül utolérnie a nőt. Megtudja, hogy ő az anyja: Emily Annabeth Locke. John az édesapja felől érdeklődik, de Emily azt mondja neki, nincsen apja. Szeplőtelenül fogant.
Locke – aki árvaházban nevelkedett – egy privát nyomozót alkalmaz, hogy információkkal szolgáljon a szüleiről. A nyomozó elmondja, hogy az anyját, Emily-t, szkizofrénia miatt többször is kezelték a Santa Rosa Elmegyógyintézet-ben. Amikor John az apja felől érdeklődik, a nyomozó megkérdezi tőle, biztosan találkozni akar-e vele. John igennel felel, mire a nyomozó odaadja neki az apja, Anthony Cooper címét.
Locke elmegy az apja luxus villájába, és Cooper jót nevet rajta, hogy Emily azt hazudta John-nak, szeplőtelenül fogant. Cooper és Locke hamarosan összebarátkozik, és számtalan alkalommal mennek el együtt vadászni. Egyik nap, Locke túl korán érkezik meg a villába, és látja, ahogy Cooper-t gépekre kötve kezelik. Cooper azt mondja, veseátültetésre lenne szüksége, de a várólista legvégén van. Locke felajánlja neki, hogy ő lesz a donor. A kórházban, az átültetés előtt, Cooper elköszön John-tól, és azt mondja, a műtét után találkoznak.
A transzplantáció után, Locke arra tér magához, hogy az apja kijelentkezett a kórházból, és otthoni kezelést kap.Anyjától megtudja, hogy Anthony csak kihasználta őt, mert szüksége volt egy vesére. John kocsival elmegy apja házához, de a korábban barátságos kapuőr nem akarja őt beengedni. Locke belekiabál a kamerába, mert úgy hiszi, Cooper figyeli őt. Miután beül a kocsijába, zokogva távozik.

### Valós idejű történések (39-41. nap)
Locke és Boone továbbra is a "fülke" ajtajának kinyitásával próbálkozik. Boone azt akarja, hogy Locke meséljen a múltjáról, mert már jó ideje a szigeten vannak, mégsem mondott semmit. Locke azt mondja, a múltja csak untatná.
Locke épít egy "ostromgépet", hogy betörje vele az üveget az acél lejárón. A kísérlet azonban kudarcba fullad. Locke nem veszi észre, hogy az ostromgép egy darabja belefúródott a lábába. Boone hívja fel rá a figyelmét. Locke később arra lesz figyelmes, hogy nem érzi a lábait.
Sawyer-nek egyre sűrűbb fejfájásai vannak, amin Sun orvosságai sem segítenek. Kate nagy nehezen ráveszi Sawyer-t, hogy vizsgáltassa meg magát Jack-kel. Mielőtt elvégezné a vizsgálatot, Jack megnézi Michael-t és Jin-t, hogy haladnak a tutajjal. Michael azt mondja, az első tutaj megépítése nem volt hiábavaló, mert a másodikat így már sokkal könnyebb elkészíteni.
Boone nem hiszi, hogy valaha is sikerülne kinyitni a "fülke" ajtaját. Locke azt mondja neki, a sziget küldeni fog egy jelet, amiből megtudják, mit kell tenniük. A következő pillanatban, egy kisrepülőgépet látnak lezuhanni. Locke az anyját véli látni a távolban, mikor hirtelen ismét tolószékben találja magát. Boone egész teste véressé válik, és azt kezdi el mondogatni, „Theresa legurult a lépcsőn; Theresa lezuhant a lépcsőn.” Miután Locke magához tér a látomásból, megkérdezi Boone-tól, ki az a Theresa. Boone nem érti, honnan tud róla John, de később elmondja, hogy ő volt a gyerekkori dadusa, akit mindig ugráltatott, és egyszer kitörte a nyakát a lépcsőn. Locke eltökéli, hogy megtalálja a repülőgépet. Nem sokkal később, Boone-nal együtt lel rá fennakadva egy fán
Egy rövid vizsgálat után, Jack személyes kérdéseket tesz fel Sawyer-nek, amiket úgy tüntet fel, mintha a vizsgálathoz tartoznának. Megkérdezi tőle például, hogy volt-e valaha prostituálttal, és hogy kapott-e már el valamilyen nemi úton terjedő betegséget. Miután Jack jól kiszórakozza magát, azt mondja Sawyer-nek, a sok olvasás miatt hiperópiája van. Sayid összeolvaszt két fél szemüveget, majd miután Sawyer felteszi, Hurley azt mondja neki, úgy néz ki, mint "valami kinyújtott Harry Potter".
A dzsungelben, Boone felmászik a repülőgépbe, mivel Locke képtelen erre a lábai miatt. A gépben, Boone egy csomó Szűz Mária szobrot talál, a belsejükben heroinnal. Papnak álcázott nigériai drogcsempészek akarták elszállítani valahova. Boone felfedez egy még működő rádiót, és sikerül felvennie a kapcsolatot egy férfival. Boone elmondja, hogy ő az Oceanic 815-ös járatának egyik túlélője. Egy rövid szünet után, a férfi azt feleli, „Mi vagyunk a 815-ös járat túlélői.” Mielőtt Boone tovább beszélhetne, a repülőgép megrázkódik, és Boone-nal együtt lezuhan. Locke kiemeli a roncsból a súlyosan sérült Boone-t, és a vállán cipeli őt vissza a táborba.
Locke elviszi Boone-t Jack-hez, és azt mondja, lezuhant egy szikláról vadászat közben. Jack hozzálát Boone megmentéséhez, miközben Locke eltűnik. Visszamegy a "fülkéhez", és dühösen ordítozik fölötte, azt kérdezve a szigettől, mit kell még tennie. Miután kezével többször rácsap a bejáratra, pár pillanat erejéig fény szűrődik ki odalentről.
|  | Itt a vége a cselekmény részletezésének! |